# 徐㼆
徐㼆（1964年10月—），男，汉族，中国共产党党员，中华人民共和国政治人物。

## 生平
1964年10月，徐㼆出生。
1988年7月，徐㼆进入国家烟草专卖局工作，先后出任办公室干部、科员；政策法规司主任科员；政策法规司综合处副处长；政策法规司体制改革处副处长；政策法规司体制改革处处长；政策法规与体制改革司副司长。
2004年1月，徐㼆调任云南中烟工业公司党组成员、副总经理，2005年11月起兼任红云集团董事长。
2007年10月，徐㼆出任浙江省、湖北省、湖南省、广东省四个省的中烟工业有限责任公司董事长，次年8月又兼任广西壮族自治区中烟工业有限责任公司董事长，2009年4月兼任国家烟草专卖局省级工业公司董事会工作办公室主任。
2010年6月，徐㼆转任江西省烟草专卖局（公司）党组书记、局长、总经理。
2012年7月，徐㼆调任北京市烟草专卖局（公司）党组书记、局长、总经理。
2014年3月，徐㼆升任国家烟草专卖局党组成员、副局长，分管发展计划司、财务管理与监督司（审计司）、电子烟监督管理领导小组办公室、烟草经济信息中心、中国烟叶公司、中国卷烟销售公司、中烟商务物流有限责任公司。

### 落马
2024年5月25日，徐㼆涉嫌严重违纪违法接受中央纪委国家监委纪律审查和监察调查。徐㼆是中共十八大反腐以来落马的第五位烟草系统的官员，其他四位分别是：国家烟草专卖局原党组成员、副局长赵洪顺，中央纪委原派驻国家烟草专卖局纪检组组长、国家烟草专卖局原党组成员潘家华，国家烟草专卖局原党组成员、副局长何泽华，国家烟草专卖局原党组书记、局长凌成兴。11月被开除党籍、公职。